# Luis Barbat
Luis Barbat, vollständiger Name Luis Alberto Barbat Hudema, (* 17. Juni 1968 in Montevideo, Uruguay) ist ein ehemaliger uruguayischer Fußballspieler.

## Spielerkarriere

### Verein
Zu Beginn seiner Karriere spielte der Torwart 1985 für den Club Atlético Progreso und von 1986 bis 1988 für den argentinischen Verein Estudiantes de La Plata (ohne Einsatz von 1987 bis 1988) um dann über eine Zwischenstation bei Liverpool Montevideo (1989–1992), für den er 1991 sieben Tore erzielte, am 27. Februar 1993 zu Independiente Medellín (1993–1994: 98 Spiele, ein Tor) zu wechseln. Bei diesem Transfer handelte es sich um ein Leihgeschäft von Liverpool Montevideo mit América de Cali, das seinerseits den Spieler jedoch ebenfalls auf Leihbasis an Independiente Medellín abgab. 1995 schloss er sich dem chilenischen Spitzenklub Colo-Colo an. Es folgten Stationen bei den kolumbianischen Vereinen Deportes Tolima (1995–1996 und 1998–1999) und abermals Independiente Medellín (1996–1997). Seine erfolgreichste Zeit hatte er bei América de Cali. Diesem Verein gehörte er seit 2000 an und dort war er am Gewinn der kolumbianischen Meisterschaften des Jahres 2000 und 2001 sowie dem Gewinn der Apertura 2002 beteiligt, bevor er schließlich 2003 nach Uruguay zurückkehrte. Hier wurde er ein Jahr später mit seinem Verein Danubio, dem er bis in die Apertura 2005 angehörte, uruguayischer Landesmeister. Bei den Montevideanern wurde er in mindestens 54 Erstligaspielen eingesetzt (2004: 34 Spiele; 2005: 13; 2005/06: 7). Er absolvierte zudem sechs Spiele in der Copa Libertadores des Jahres 2005. Im Torneo Clausura und im Torneo Apertura des Jahres 2006 stand er in Reihen Central Españols. In diesen beiden Halbserien der Spielzeit sind für ihn 16 bzw. 15 Einsätze in der Primera División verzeichnet. Anfang 2007 zog es ihn nochmals für eine Spielzeit nach Kolumbien zu Atlético Bucaramanga (29 Spiele). Anschließend ließ er seine Karriere in der Heimat bei Juventud (2008, 10 Einsätze in der Clausura der Saison 2007/08), Progreso (2008–2009) und Boston River (2009) ausklingen. Nach eigener Aussage beendete er jedoch seine Karriere 2009 bei Progreso.

### Nationalmannschaft
Barbat gehörte bereits im Nachwuchsbereich der Junioren-Auswahl Uruguays an. Er war Mitglied der uruguayischen Fußballnationalmannschaft und absolvierte vom 30. April 1992 bis zum 24. Juli 2004 insgesamt zehn Länderspiele, bei denen er 13 Gegentreffer hinnahm. Bei der Copa America im Jahr 1991 sowie beim gleichen Turnier 2004 stand er jeweils im uruguayischen Aufgebot.

### Erfolge
- 2× Kolumbianischer Meister: 2000, 2001
- 1× Meister des kolumbianischen Torneo Apertura: 2002
- 1× Uruguayischer Meister: 2004

## Trainerlaufbahn
Nach Beendigung seiner aktiven Karriere war Barbat rund zwei Jahre als Torwarttrainer der uruguayischen U17-Nationalmannschaft tätig und betreute sie in dieser Funktion bei der U-17-Südamerikameisterschaft im März 2011 in Ecuador gemeinsam mit Cheftrainer Fabián Coito sowie Co-Trainer Gustavo Ferreira. Nach dem Gewinn der Vizeweltmeisterschaft mit der U-17 Uruguays endete diese Tätigkeit jedoch im Juni 2011. Wenig später wurde er Assistenztrainer des uruguayischen Erstligisten Liverpool. Diese Position bekleidet er auch im Jahr 2012. Nach weiterer Quelle gehört der in den Jahren 2010 und 2011 zum Trainerteam der Juniorennationalmannschaften seines Heimatlandes zählende Barbat auch im Jahr 2012 dem Trainerstab der uruguayischen Nationalmannschaft an und ist für das Training der Jugendnationaltorhüter zuständig. Mindestens seit Februar 2015 ist er Trainer von Isef de Montevideo.

## Sonstiges
Barbats Sohn Luis Francisco Barbat spielt in der Jugendabteilung des Danubio FC.